# Mertensophryne lindneri
Mertensophryne lindneri es una especie de anfibios de la familia Bufonidae.
Se encuentra en Malaui, Mozambique y Tanzania.
Su hábitat natural incluye bosques secos tropicales o subtropicales, sabanas húmedas, zonas de arbustos húmedas o secas, ríos permanentes e intermitentes, marismas de agua dulce, áreas rocosas, tierra arable, plantaciones, jardines rurales, áreas urbanas y zonas previamente boscosas ahora muy degradadas.
Está amenazada de extinción.